# Yinka Olukunga
Yinka Olukunga (Nigèria), nascuda com a a Olayinka Garfus Olukunga, i coneguda com Nnenna, és una actriu, model i cantant nigeriana.
Graduada a la Universitat estatal de Lagos, és coneguda pel seu paper a les sèries Nnenna and Friends de Wade Adenuga Produccions. Sobre la seva carrera ha dit que no vol participar en un projecte cinematogràfic que la gent vol mirar i al final del primer dia preguntar-se quina lliçó moral han après. Fins i tot si és comèdia, tu has de ser capaç de treure alguna cosa positiva dels camins que prens".
Olukunga va sortir amb Atewo de Skuki durant gairebé tres anys. Es va casar a Rotimi el 2014, i va donar a llum les germanes bessones Olivia i Maia el 18 de setembre de 2015.